# Thaddeus McCotter
Thaddeus McCotter (né le 22 août 1965 à Livonia, banlieue de Détroit au Michigan) est une personnalité politique américaine, représentant de l'état du Michigan au 108e Congrès des États-Unis.
Entre le 2 juillet 2011 et le 21 septembre 2011, il a été officiellement candidat républicain aux primaires  en vue de l'Élection présidentielle américaine de 2012.